# Pier-Gabriel Lajoie
Pour les articles homonymes, voir Lajoie.
Pier-Gabriel Lajoie est un mannequin et comédien québécois, né le 10 juillet 1994 à Cowansville en Montérégie au Québec. Il est le fils de l'animateur de radio et de télévision Jean-Charles Lajoie.

## Biographie

### Enfance
Pier-Gabriel Lajoie-Giguère, né le 10 juillet 1994, grandit à Shefford en Montérégie au Québec auprès de ses parents et son petit frère Charles-Olivier né le 30 avril 1996. Alors qu'il a aux alentours de treize ans, Pier-Gabriel habite quatre mois à Strasbourg en France, où il fit partie de l’équipe jeune de hockey locale, l'Étoile noire,, puis il retourne au Québec. Durant son adolescence, il pratique le hockey au niveau midget en tant qu'attaquant (ailier gauche) dans l'équipe du Quasar des Cantons de l'Est à Cowansville (2010-2011) et (2011-2012). Comme beaucoup de jeunes Québécois, il rêve de jouer dans la LNH, avant de découvrir le théâtre au secondaire à l'âge de seize ans puis de poursuivre au collège. Pier-Gabriel est diplômé de l'École nationale de théâtre du Canada (2015-2017).

### Télévision
En 2011, il participe au tournage de la troisième saison du téléroman populaire 30 vies, diffusée à Radio-Canada, qui se passe dans une école secondaire. Il y incarne un élève, Simon Gingras. Puis il commence des études d’arts dramatiques au conservatoire Lassalle de Montréal.

### Cinéma
En 2012, grâce à cette participation pour la télévision, il est découvert par Guillaume Lambert qui le présente à sa toute première audition pour le cinéma. Il est retenu pour incarner le jeune Lake, premier rôle du film Gerontophilia de Bruce LaBruce.
La réalisatrice Josée Dayan lui a présenté un script dans lequel il pourrait tourner.

### Mannequinat
Alors qu'il est mannequin, il rencontre Gus Van Sant qui le choisit, après l'avoir vu dans Gerontophilia,, pour participer à Los Angeles aux États-Unis, à sa première séance photo en tant que mannequin pour le numéro de novembre 2013 du magazine GQ britannique,.
En janvier 2014 il défile pour Italo Zucchelli, directeur artistique de Calvin Klein hommes, lors de la semaine de la mode collection automne/hivers 2014-2015 de Milan en Italie,. C’était son premier défilé car, jusqu’à présent il était plutôt mannequin pour des photos,. Il pose beaucoup à Montréal pour des agences de mannequinat et, en 2014, il signe avec l'agence Folio de Montréal,,. Il pose notamment dès février pour le magazine Fucking Young (E.Y!),.
Il a arrêté ses études d’arts dramatiques, mais il compte les reprendre. Il joue toujours au hockey, en junior AA dans l’équipe du Nordik de Cowansville (2013-2014), il a été nommé capitaine de cette même équipe pour la saison 2014-2015.

## Filmographie

### Films
- 2013 : Gerontophilia de Bruce LaBruce : Lake

### Séries télévisées
- 2012 : 30 vies de Fabienne Larouche : Simon Gingras (saison 3 - Radio-Canada)
- 2018 : Demain des hommes : Maxime Richer
- 2018 : Max et Livia : Fernand
- 2018 : Ruptures : Samuel
- 2019 : Clash : Gabriel
- 2019 : Toute la vie : David-Étienne Bérubé
- 2021 : Slay : Julep
- 2021 : Chaos : Xavier Lanctôt
- 2021 : La Nuit où Laurier Gaudreault s'est réveillé : Laurier Gaudreault
- 2021 : Les Petits Rois : Julep